# El Objetivo
El Objetivo, también conocido como El Objetivo de Ana Pastor, es un programa de televisión de entrevistas y actualidad informativa que producen Newtral y Atresmedia Televisión para su emisión en laSexta. Presentado por Ana Pastor García, es el primer formato español de televisión basado en el género de la verificación de hechos o periodismo de datos.
El formato se estrenó el 2 de junio de 2013 y fue reconocido como signatario por la International Fact-Checking Network (IFCN), al verificar, en junio de 2017, que el programa cumplía con su código de principios.
Después de finalizar su duodécima temporada, el 12 de enero de 2023 se anunció la cancelación de la edición semanal del programa, pasando a ofrecer especiales puntuales a lo largo del año en vez de temporadas completas.

## Historia
El 3 de abril de 2013 se anunció la vuelta de la periodista Ana Pastor, tras su paso por Televisión Española y CNN, a la televisión nacional en abierto a través de Atresmedia. Comenzó a trabajar en el primero de una serie de proyectos para la División de Televisión del grupo audiovisual. Un mes después, se confirmó que su programa se emitiría en laSexta y, semanas más tarde, que el formato recibiría el nombre de El Objetivo. Finalmente, la cadena estrenó el espacio el 2 de junio de 2013 en prime time.
Atresmedia anunció el cese de las emisiones semanales del programa en enero de 2023, debido a los pobres resultados de audiencia, si bien se anunció que se conservaría el nombre, para programas especiales a emitir en fechas señaladas, como las elecciones generales.

En junio de 2017, El Objetivo es reconocido como 'Signatario' por la International Fact-Checking Network (IFCN)

## Formato
El Objetivo es un programa basado en el género periodístico de la verificación de hechos, importado del inglés americano fact checking. El programa trata de conocer los hechos más allá de las opiniones, aportar luz sobre las polémicas y ayudar al espectador a discernir entre lo que es cierto y lo que es falso de lo que nos cuentan los políticos, a través de los datos, siendo el espectador quien saque sus propias conclusiones. En cada entrega, la presentadora entrevista en el plató a algún protagonista de la actualidad política. Asimismo, recibe a diferentes expertos por cada tema abordado por el programa, que se encargan de aportar información técnica y de contextualizar la actualidad, para ayudar al espectador a comprenderla y formar su propio criterio.

### Secciones

#### Actuales
- Sé lo que hicisteis con el último contrato. Esta sección muestra cómo se gestiona el dinero público en diferentes ayuntamientos, comunidades autónomas e incluso el Gobierno Central, buscando respuestas sobre el terreno, entrevistando a expertos y otros agentes implicados en cada caso. Se estrenó en el primer programa de su 3ª temporada, el 21 de septiembre de 2014.[9]
- Pruebas de verificación o fact check. En cada programa, analiza diferentes declaraciones de políticos españoles y desvela si son verdaderas o falsas.[10]
- El Españolisto. Creado por el ilustrador Rodrigo Carretero (Monografo Estudio), El Españolisto es un personaje de dibujos animados que ofrece, en clave de parodia, su visión acerca de diferentes problemáticas de la actualidad. Está presente desde el estreno del programa.[11][12]
- Vigilando a los políticos. Esta sección recuerda frases recurrentes que utilizan destacados políticos nacionales e internacionales.[13]
- Maldita Hemeroteca. Basada en el blog homónimo, en este sección se recopilan declaraciones de diferentes políticos para comprobar cómo en un determinado momento declaran una cosa y, poco después, la contraria. Se estrenó el 15 de febrero de 2015.[14] En marzo de 2015, el blog Maldita hemeroteca fue distinguido con el XIV Premio de Periodismo Digital José Manuel Porquet.[15]

#### Antiguas
En su primera etapa, el programa incluía una sección fija centrada en la transparencia llamada Poder Ciudadano, en la que el experto en materia de transparencia David Cabo seguía el rastro del dinero público, analizando determinados sueldos, contratos o decisiones controvertidas.

## Equipo

### Presentador
| Presentador | Profesión   | Duración    |
| ----------- | ----------- | ----------- |
| Ana Pastor  | Presentador | 2013 - 2024 |

### Colaboradores
| 'El Españolisto'  |
| Inés Calderón     |
| Clara Jiménez     |
| David Cabo        |
| Marc Campdelacreu |
| Natalia Hernández |

## Programas
| Temporada | Temporada  | Programas       | Estreno                  | Final                   | Audiencia media | Audiencia media | Audiencia media |
| Temporada | Temporada  | Programas       | Estreno                  | Final                   | Espectadores    | Cuota           |                 |
| --------- | ---------- | --------------- | ------------------------ | ----------------------- | --------------- | --------------- | --------------- |
|           | 1          | 6               | 2 de junio de 2013       | 7 de julio de 2013      | 1 602 000       | 9,6%            |                 |
|           | 2          | 14              | 1 de septiembre de 2013  | 1 de diciembre de 2013  | 1 611 000       | 8,7%            |                 |
|           | 3          | 19              | 12 de enero de 2014      | 8 de junio de 2014      | 1 635 000       | 8,2%            |                 |
|           | 4          | 35              | 21 de septiembre de 2014 | 28 de junio de 2015     | 1 802 000       | 9,4%            |                 |
|           | 5          | 35              | 13 de septiembre de 2015 | 19 de junio de 2016     | 1 709 000       | 9,1%            |                 |
|           | 6          | 35              | 4 de septiembre de 2016  | 19 de agosto de 2017    | 1 272 000       | 7,1%            |                 |
|           | 7          | 36              | 10 de septiembre de 2017 | 24 de junio de 2018     | 1 491 000       | 8,6%            |                 |
|           | 8          | 35              | 9 de septiembre de 2018  | 30 de junio de 2019     | 1 123 000       | 6,6%            |                 |
|           | 9          | 36              | 8 de septiembre de 2019  | 7 de junio de 2020      | 1 081 000       | 6,3%            |                 |
|           | 10         | 28              | 27 de septiembre de 2020 | 6 de junio de 2021      | 831 000         | 5,2%            |                 |
|           | 11         | 35              | 15 de septiembre de 2021 | 1 de junio de 2022      | 634 000         | 5,4%            |                 |
|           | 12         | 10              | 14 de septiembre de 2022 | 23 de noviembre de 2022 | 396 000         | 3,4%            |                 |
|           | Especiales | 15 (29/04/2024) | 25 de enero de 2023      | 29 de abril de 2024*    | 629 000*        | 5,7%*           |                 |
| Total     | Total      |                 | 2013                     | -                       | —               | —               |                 |

## Críticas y polémicas
El 30 de junio de 2013, el reencuentro entre el expresidente del Congreso José Bono y la periodista Ana Pastor volvió a estar rodeado por la polémica tras la entrevista que el político socialista concedió a Pastor en Los desayunos de TVE en diciembre de 2011. Lejos de aliviar tensiones, la última entrevista entre la presentadora y el político dejaron entrever la animadversión que existe entre ambas figuras. Por otro lado, UPyD acusó al programa de La Sexta de "tergiversar" información, y Carlos Martínez Gorriarán llamó "chusma" a Ana Pastor, ocasionando un enfrentamiento en la red social Twitter. Dos meses más tarde, el mismo partido político volvió a atacar a Ana Pastor, tras la entrevista a su líder Rosa Díez.